# Apocyclops
Apocyclops – rodzaj widłonogów z rodziny Cyclopidae. Nazwa naukowa tego rodzaju skorupiaków została opublikowana w 1942 przez szwedzkiego zoologa Knuta Lindberga.

## Podział systematyczny
Do rodzaju należą następujące gatunki:
- Apocyclops borneoensis Lindberg, 1954
- Apocyclops cmfri Loka, Philipose, Sonali, Santhosh, Anzeer, Saha, Sukumaran, Kumar & Gopalakrishnan, 2017
- Apocyclops dengizicus (Lepeshkin, 1900)
- Apocyclops dimorphus (Kiefer, 1934)
- Apocyclops distans (Kiefer, 1956)
- Apocyclops japonensis ItoTak, 1957
- Apocyclops panamensis (Marsh, 1913)
- Apocyclops procerus (Herbst, 1955)
- Apocyclops ramkhamhaengi Chullasorn, Kangtia, Pinkaew & Ferrari, 2008
- Apocyclops royi (Lindberg, 1940)
- Apocyclops spartinus (Ruber, 1968)